# Gustave Mascart
 (mai 2025).
Motif : Où sont les sources secondaires, centrées et indépendantes qui montrent que les critères d'admissibilité sont atteints ? Les mentions dans des dictionnaires, dans des ventes ou dans des inventaires de musée ne sont pas suffisantes.
- Archive Wikiwix
- Bing
- Cairn
- DuckDuckGo
- E. Universalis
- Gallica
- Google
- G. Books
- G. News
- G. Scholar
- Persée
- Qwant
- (zh) Baidu
- (ru) Yandex
- (wd) trouver des œuvres sur Wikidata

| 1. | Préciser le motif de la pose du bandeau. | Précisez le motif de la pose du bandeau en utilisant la syntaxe suivante : {{admissibilité à vérifier\|date=juin 2025\|motif=remplacez ce texte par le motif}}                       |
| 2. | Informer les utilisateurs concernés.     | Pensez à avertir le créateur de l'article, par exemple, en insérant le code ci-dessous sur sa page de discussion : {{subst:avertissement admissibilité à vérifier\|Gustave Mascart}} |

Gustave Mascart, né le 8 mars 1834 à Valenciennes et décédé le 16 juillet 1912 à Paris, est un peintre paysagiste français de la fin du XIXe siècle.
Élève de Jean-Baptiste Durand-Brager et de Julien Potier, il a été formé à entre Bruxelles et Paris, et actif essentiellement en Île-de-France, en Normandie, dans le Nord de la France, en Belgique et aux Pays-Bas. 
Ses réalisations sont principalement des vues de Paris et de sa banlieue, avec notamment des vues des bords de seine, des paysages urbains représentant des villes du nord de la France, de la Normandie, mais aussi de villes Belges ou hollandaises.
Son style pictural et ses thèmes semblent s'inspirer du courant védutiste des écoles du nord,.

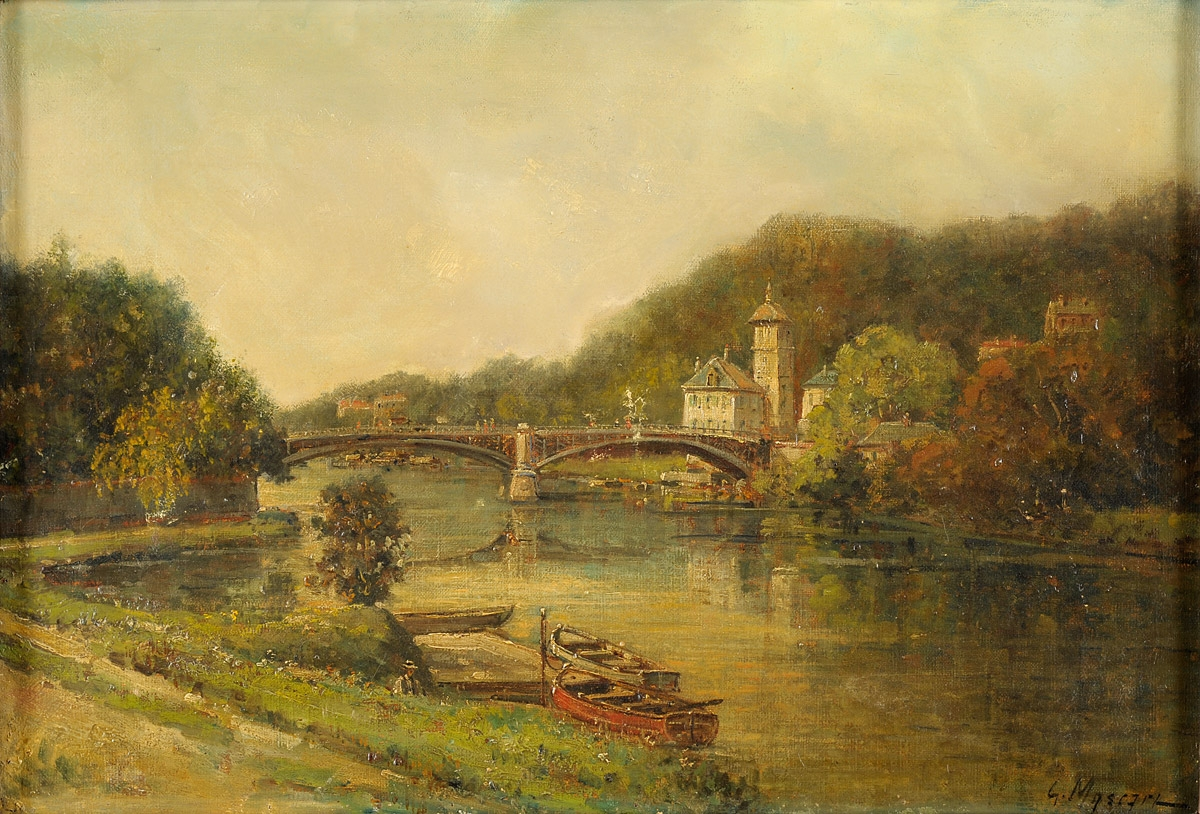
Gustave Mascart Rivière avec pont

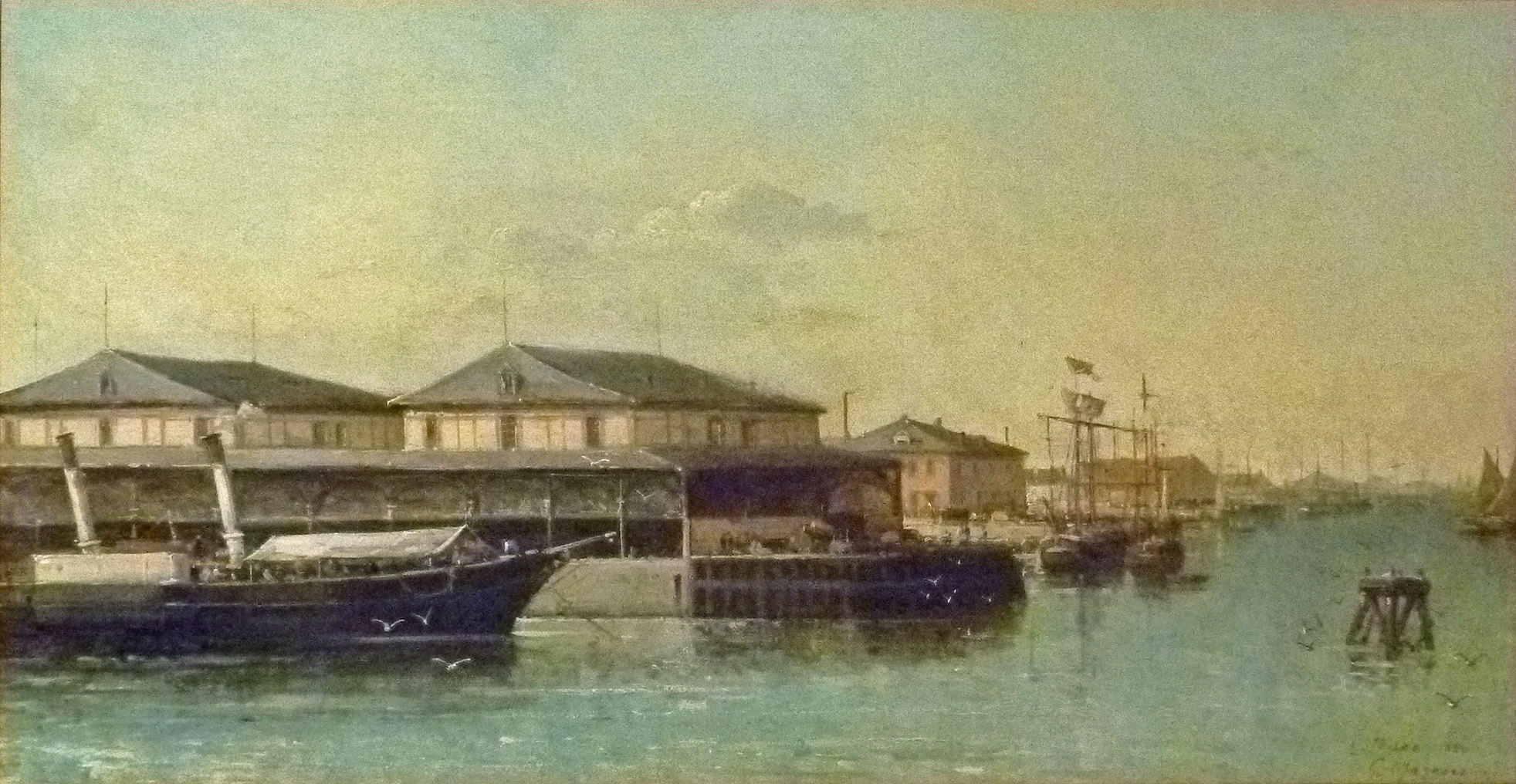
Gustave Mascart -
Les quais de commerce d'Ostende

Les thèmes les plus récurrents sont des scènes de la vie parisienne, des vues urbaines souvent centrées par un fleuve ou un canal représentant des villes d'Île-de-France, du nord de la France, de la Belgique ou parfois des Pays-Bas, et des scènes portuaires.
Il débute au Salon en 1880 avec un tableau intitulé La pêcherie à Gand (n°2510),.

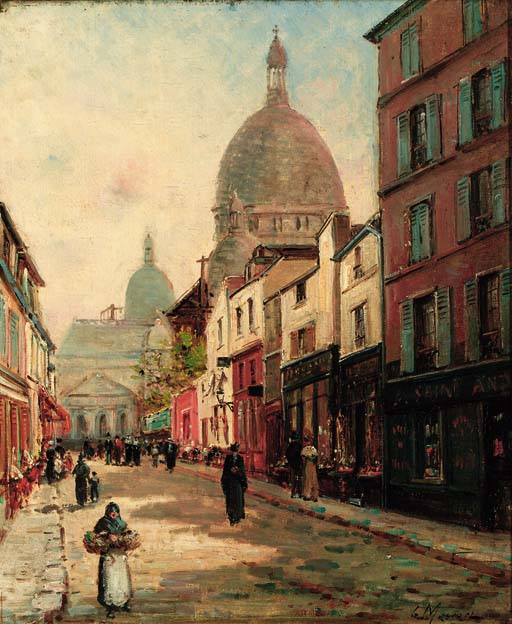
Vue de Montmartre

Certains de ses tableaux sont actuellement conservés dans des musées régionaux ou départementaux.

## Collections publiques
- Musée départemental de Sceaux : Vue du pont de Courbevoie (Inv.84.77.1)[6],[7]
- Musée d'Art et d'histoire de Saint-Denis : Canal de Saint-Denis (Inv. NA3954).
- Musée maritime de l'Ile Tatihou : Bateaux sur la grève[8]
- Musée du Château de Flers : Pont-Neuf, Paris[9]
- Musée de Saintes : Vue prise à Huy-sur-Meuse[10]
- Musée Bernay : Vue de Gand[10]

Expositions collectives :
- Salons 1880, 1881, 1886, 1895[11],[12]

- Salon, Perpignan 1884[12]
- Salon Château de Blois 1883[12]
- Musée départemental de Sceaux : La rivière de Seine et ses peintres, 1991 (cat. no 15, repr. p. 49)[7]
- Musée de l'Hôtel-Dieu - Mantes-la-Jolie : Maximilien Luce, inspirations de bords de Seine, 2004[7],[13]
- Atelier Grognard, Rueil Malmaison : Reflets de la Seine impressionniste, 2008 (Cat. N° 111, repro. p. 119)[7]
- Atelier Grognard, Rueil Malmaison : Peindre la banlieue, 2016 (Cat. repro. p. 62 et 80)[7]
- Musée Français de la Carte à Jouer - Issy-les-Moulineaux : Les Peintres de la "belle boucle" de la Seine, 1800-1930, 2015-2016[7]